# Les XII Singes
Pour le film, voir 12 Singes.
Les XII Singes est une maison d'édition française de jeux de rôle et de jeux de société. C'est une marque déposée par la société ReSpell (Saint-Didier-au-Mont-d'Or, Rhône). C'est par le financement participatif que certains projets sont financés,,.

## Jeux publiés notables
- B.I.A.
- D6 System
- Hanabi (première édition)
- Trinités
- Pax Elfica